# Фриц Клингенберг
Фриц Паул Хайнрих Ото Клингенберг (на немски: Fritz Paul Heinrich Otto Klingenberg, 17 декември 1912 – 23 март 1945) е германски офицер от Вафен-СС, наричан Герой от Белград, за овладяването на столицана на Югославия през 1941 г.

## Служба до 1941 г.
Служи във 2-ра СС дивизия Дас Райх, после е командир на 17-а СС танково-гренадирска дивизия „Гьоц фон Берлихинген“. Известен е с неочакваното и дръзко превземане на югославската столица Белград на 12 април 1941 г., за което е награден с Рицарски кръст на 14 май 1941 г.
Фриц Клингенберг постъпва в НСДАП през 1931 г. През 1934 – 1935 г. преминава курс в юнкерското училище на СС в Бад Тьолц. Служи в SS-Verfügungstruppe, щандартите (полковете) „Дойчланд“ и „Германия“.
На 30 юни 1939 г. е произведен в чин СС-хауптщурмфюрер и участва в окупирането на Австрия, Судетите и Чехословакия. През по-голямата част от кампаниите в Полша и Франция е щабен офицер на Паул Хаусер.

## Герой от Белград
Клингенберг се свързва с командира на дивизията и му съобщава, че контролира положението в Белград заедно с още няколко пехотинци. Офицерите в командването на дивизията и германското върховно командване отначало изобщо не му вярват. Някои даже подозират измама и предателство от негова страна с цел да вкара Вермахта в капан. Има даже предложение Клингенберг да бъде разстрелян за измама и предателство. В крайна сметка, след 2 дни размяна на радиосъобщения, командващият дивизията Паул Хаусер отива с охрана и лично се уверява в твърденията на Клингенберг.
За превземането на Белград Фриц Клингенберг е награден лично от фюрера с Рицарски железен кръст. По време на радиопредаванията към OKW Клингенберг съобщава, че почти целият офицерски корпус в Белград се декларира не като сръбски, а главно като български.